# Brachysternus marginatus
Brachysternus marginatus är en skalbaggsart som beskrevs av Germain 1905. Brachysternus marginatus ingår i släktet Brachysternus och familjen Rutelidae. Inga underarter finns listade.